# Tersilochus dilatatus
Tersilochus dilatatus är en stekelart som först beskrevs av Carl Gustav Alexander Brischke 1880.  Tersilochus dilatatus ingår i släktet Tersilochus och familjen brokparasitsteklar. Inga underarter finns listade i Catalogue of Life.